# Gülyazı, Kızılören
Gülyazı là một xã thuộc huyện Kızılören, tỉnh Afyonkarahisar, Thổ Nhĩ Kỳ. Dân số thời điểm năm 2011 là 384 người.